# Neoniphon sammara
Neoniphon sammara là một loài cá biển thuộc chi Neoniphon trong họ Cá sơn đá. Loài này được mô tả lần đầu tiên vào năm 1775.

## Từ nguyên
Từ định danh sammara bắt nguồn từ Msammer / M'sámmer, là tên thường gọi của loài cá này trong tiếng Ả Rập.

## Phạm vi phân bố và môi trường sống
N. sammara có phân bố rộng khắp khu vực Ấn Độ Dương - Thái Bình Dương. Từ Biển Đỏ dọc theo bờ biển Đông Phi, N. sammara được phân bố trải dài về phía đông đến tận quần đảo Marquises (Polynésie thuộc Pháp) và đảo Ducie (quần đảo Pitcairn), ngược lên phía bắc đến Nam Nhật Bản (gồm cả quần đảo Ogasawara) và quần đảo Hawaii, xa về phía nam đến rạn san hô Great Barrier và đảo Lord Howe (Úc). N. sammara cũng được ghi nhận tại Việt Nam, bao gồm cả quần đảo Hoàng Sa và quần đảo Trường Sa.
Vào năm 2020, 17 cá thể N. sammara được ghi nhận trong một mẻ đánh bắt hỗn hợp tại cảng Mersa Matruh (bờ biển Địa Trung Hải thuộc Ai Cập), trở thành loài di cư Lessepsian thứ 44 ở Ai Cập.
N. sammara sống tập trung trên nền đáy cứng và thảm cỏ biển ở ngoài khơi hoặc trong đầm phá, độ sâu đến ít nhất là 46 m; có thể ẩn mình trong các cụm san hô nhánh Acropora.

## Mô tả
Chiều dài cơ thể lớn nhất được ghi nhận ở N. sammara là 32 cm. Thân xám bạc phớt hồng với các đốm đỏ sẫm và đen trên vảy cá xếp thành các hàng sọc ngang. Phía sau mắt có vạch đỏ. Dọc đường bên có thêm một đường sọc đỏ so với Neoniphon opercularis. Phần gai vây lưng có màu đen, trừ chóp và gốc màng gai có đốm trắng trông như bộ hàm sắc nhọn của cá mập; ngoài ra, một đốm đỏ thẫm (gần như đen) bao phủ 3 màng gai đầu tiên (N. opercularis không có đốm này). Vây hậu môn, vây đuôi và vây lưng mềm màu vàng trong. Vây đuôi có viền đỏ ở hai thùy. Vây ngực phớt hồng. Vây bụng trắng trong. Ngạnh ở xương trước nắp mang có nọc độc.
Số gai ở vây lưng: 11; Số tia vây ở vây lưng: 11–13; Số gai ở vây hậu môn: 4; Số tia vây ở vây hậu môn: 8–9; Số tia vây ở vây ngực: 13–15; Số vảy đường bên: 38–43.

## Sinh thái học
Thức ăn của N. sammara bao gồm các loài cá nhỏ hơn và động vật giáp xác (thường là tôm và cua). Chúng sống đơn độc hoặc hợp thành từng nhóm nhỏ.
N. sammara tạo ra một âm thanh đặc trưng của loài, bao gồm cả cá bột của chúng. Đây cũng là ghi nhận đầu tiên cho thấy cá bột của N. sammara có thể tạo ra âm thanh ngay khi chúng định cư trên các rạn san hô.

## Thương mại
N. sammara là một loài phổ biến trong ngành thương mại cá cảnh ở Ấn Độ, và cũng được sử dụng làm cá mồi trong đánh bắt cá ngừ.